# Sender Washford

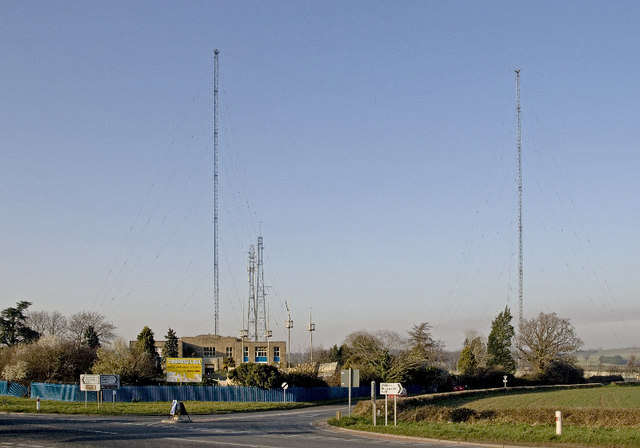
Sender Washford

Der Sender Washford ist eine Mittelwellensendeanlage in der Gemeinde Washford, Grafschaft Somerset im Südwesten Englands.
Die Sendeanlage entstand als vierte in Großbritannien errichtete Großsenderanlage zur flächendeckenden Versorgung des Landes mit Rundfunk. Der Betrieb wurde im Mai 1933 mit zwei Marconi-Sendern mit einer Leistung von je 50 kW aufgenommen, die das landesweite Programm und das Regionalprogramm für Südwestengland ausstrahlten. Als Sendeantenne dienten zwei 152 Meter hohe abgespannte Sendemasten, die jeweils ein Programm in Rundstrahlung ausstrahlten.
Seit 1937 wird von hier das Regionalprogramm für Wales ausgestrahlt. Obwohl sich die Sendeanlage selbst nicht in Wales befindet, kann sie aufgrund der topographischen Lage in weiten Teilen empfangen werden.
In den späten 1970er-Jahren wurde die gesamte Sendeanlage umgebaut. Als Sendeantenne dient seitdem eine 159 Meter lange T-Antenne, die zwischen die beiden bisherigen Sendemasten gespannt ist. Ein neu errichtetes Sendergebäude enthält drei Sendeanlagen, die BBC Radio Wales auf der Frequenz 882 kHz (100 kW), BBC Radio 1 auf 1089 kHz (50 kW) und BBC Radio 3 auf 1215 kHz (50 kW) ausstrahlten. Das historische Sendergebäude aus dem Jahr 1933 sollte nach den ursprünglichen Plänen abgerissen werden, wurde jedoch 1984 unter Denkmalschutz gestellt. 1989 wurde das Sendergebäude in einen neueröffneten Tierpark namens Tropiquaria integriert, der teilweise mit der Abwärme des Senders beheizt wird.
1993 und 1994 endeten jeweils die Ausstrahlungen von BBC Radio 1 und Radio 3 auf Mittelwelle und wurden durch Talksport und Virgin Radio (heute Absolute Radio) ersetzt, die die bisherigen Marconi-Sender durch neue, effizientere Sendeanlagen ersetzten; lediglich BBC Radio Wales nutzt weiterhin den ursprünglichen Marconi-Sender.
Ein kleinerer, 45 Meter hoher freistehender Stahlfachwerkturm auf dem Gelände dient als Füllsender niedriger Leistung zur Versorgung der Region mit Fernsehsignalen.